# 冒牌貨博物館 (泰國)

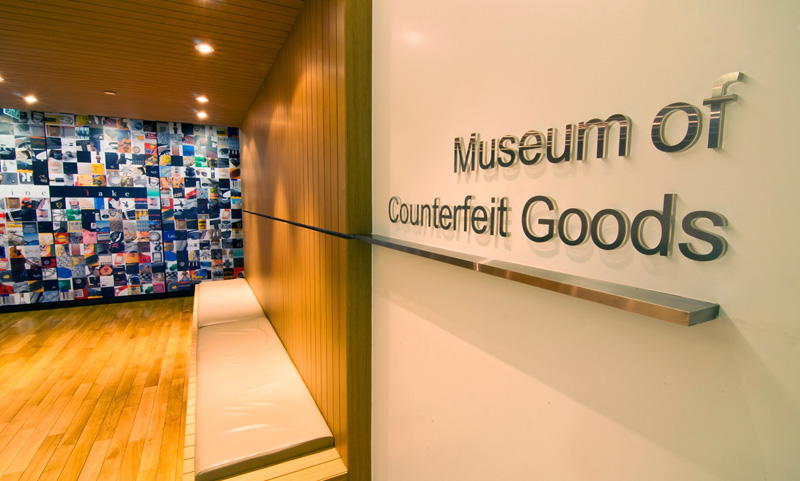
冒牌貨博物館

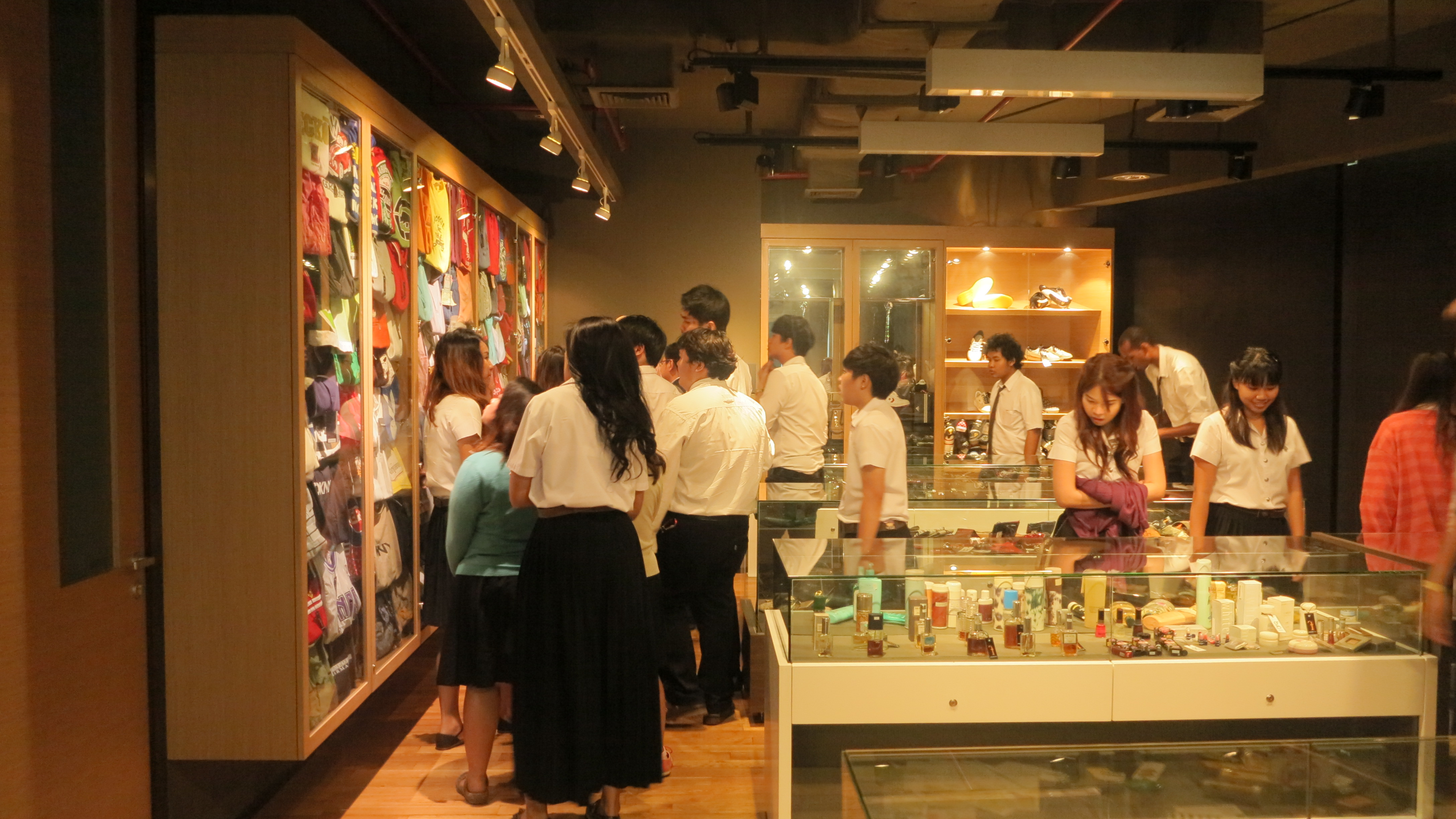
一班學生正在參觀冒牌貨博物館

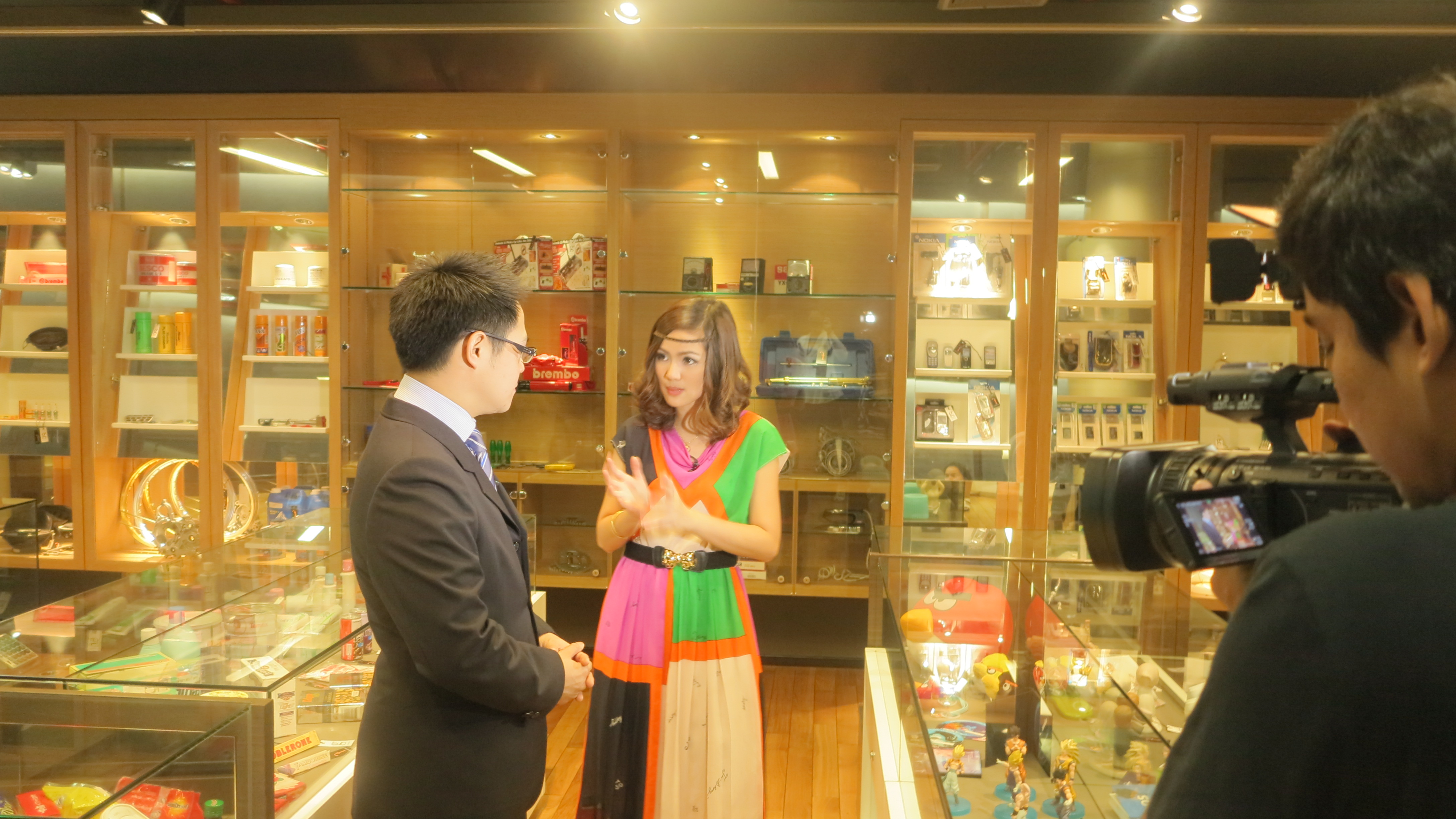
接受傳媒訪問

冒牌貨博物館（英語：Museum of Counterfeit Goods），由蒂勒克和吉賓斯律師事務所於泰國曼谷設立，為一間著眼於侵犯知識產權的博物館。每年吸引超過1,000名遊客前來參觀，本地及國際性的報紙雜誌，包括《時代雜誌》都有相關報導。

## 開館宗旨
曼谷曾經被譽為世界首屈一指的冒牌貨集散地。消費者經常錯誤地認為買賣冒牌貨等非法交易為「無受害者的犯罪」(victimless crime)。蒂勒克和吉賓斯律師事務所之所以成立該博物館正正為了教育公眾，提高公眾對知識產權及冒牌貨的意識，並視其為公司主要的企業社會責任計劃之一。

## 展品
該館為世界上同類型博物館之中最大的一間，展品超過4,000件，包含了14個類別的貨品，包括服裝、鞋履、手錶和眼鏡、配件、化妝品和香水、食品和家用產品、藥品、酒類和香煙、版權作品、文具和辦公用品、汽車零件、工具、電氣設備和其他產品。
其他較為令意外的展品包括汽車配件、軸承、剩餘電流裝置、鉛筆、膠水和食品。
據CNN報導，騙子用以製作冒牌貨的手法，和冒牌貨的種類與數量，及其對業界的威脅，都令人大開眼界。